# Club Atlético Talleres (fútbol femenino)
El Club Atlético Talleres, conocido en el ámbito nacional como Talleres de Córdoba o simplemente Talleres; es una institución deportiva con sede en la ciudad de Córdoba, Argentina. Juega en la Primera División A, máxima categoría del fútbol femenino en Argentina, desde 2025, luego de lograr el título del ascenso como campeón invicto el año anterior.
Talleres disputó los torneos femeninos de la Liga Cordobesa de Fútbol desde 2012 hasta 2019 en la Primera A con el primer equipo (actualmente lo hace la Reserva). Aunque el fútbol se profesionalizó en Argentina en el año 2019, este solo alcanzó a equipos ubicados cerca de Buenos Aires. Sin embargo, con el paso de los años, distintos equipos del interior se fueron incorporando a los torneos de AFA, con Talleres sumándose en el año 2022.
Ese año, las Matadoras debutaron con un subcampeonato en la Primera División C, lo que le valió el ascenso para jugar en la segunda categoría al año siguiente. Tras dos años en la Primera División B, lograron el ascenso a Primera División de manera invicta con 21 triunfos y tan solo un empate, hito que ningún equipo de esa categoría había alcanzado en un torneo largo hasta entonces.
Es uno de los mayores exponentes del fútbol femenino a nivel regional y nacional, cediendo en numerosas ocasiones futbolistas a la Selección Argentina en todos sus niveles y vendiendo jugadoras a clubes que compiten en el fútbol internacional.

## Historia

### Primeros pasos
En 2012 se realizó el primer Torneo Amateur Femenino organizado por la Liga Cordobesa de Fútbol. Todos los equipos afiliados a esta liga regional debían presentar un equipo femenino para esta temporada. El reglamento indicaba que se jugarían dos tiempos de 30 minutos, se podían realizar hasta siete cambios y que si había diferencia de siete goles, se finalizaría el encuentro. Además, los equipos femeninos dependían de la actuación de los equivalentes masculinos para acceder a las instancias finales de la competición local. Talleres conformó su equipo ese año, bajo la dirección general del profesor Manuel Ruiz y el campeón del mundo ex-Talleres Luis Galván. En su primer torneo disputado, Las Matadoras, recién conformadas, consiguieron el subcampeonato de la Liga Cordobesa de 2012.
El primer título llegó en 2015, cuando Talleres ganó la Liguilla, torneo que se disputaba una vez terminada la etapa regular de Primera A. En ese campeonato, eliminó a Belgrano por penales en semifinales y consiguió el título en la final ante Barrio Parque. Florencia Zabala fue la máxima goleadora de la temporada para el club y también la goleadora absoluta de ese año en la Liga, con 37 anotaciones, del total de 104 convertidos por Talleres.
Durante estos primeros años de actividad, la arquera Natasha Mondino, junto con la defensora Yamila Cazón, ubicaban la valla de Talleres entre las menos vencidas; y en el medio, la capitana Melisa Vallejo y María Luz Cancina comandaban el mediocampo, quienes también formaron parte de Las Matadoras por largos años. Además, en este tiempo, Valentina Mansilla, Shirley Sosa, Milagros Cisneros y Sofía Muñoz fueron convocadas en varias oportunidades para representar a la Selección Argentina sub-17.
Para 2018, el protagonismo de Talleres se evidenciaba en el gran funcionamiento del equipo, que salía a la cancha "de memoria": Magalí Chavero; Milagros Cisneros, Shirley Sosa, Yamila Cazón, Luz Cancina; Marcela Castaño, Catalina Ongaro, Jazmín Allende; Pilar Casas, Paulina Gramaglia, Florencia Pianello; eran el habitual once inicial del club de barrio Jardín, que ese año finalizó tercero en la tabla anual.
En 2019 se modificó el formato, estableciéndose nuevas divisiones mediante un Torneo Reclasificatorio. Esto vino de la mano con la profesionalización del fútbol femenino a nivel nacional, competencia que excluyó a los clubes del interior. Emeterio Farías, presidente de la LCF, se expresó al respecto negando la posibilidad de que exista la profesionalización en Córdoba. Para aquella temporada, Talleres se reforzó con cinco figuras de Racing, Catalina Primo, Belén Taborda, Evelyn Block, Sofía Belmar y Noelia Rodríguez; y dos de Belgrano, Betina Soriano y Florencia Barraza.
En este nuevo torneo, las Matadoras hicieron una gran campaña: fueron punteras de su zona en el Reclasificatorio y lograron los subcampeonatos del torneo de Primera A y de la Copa Córdoba. Durante este tiempo, se produjeron las convocatorias de Milagros Cisneros (Sub-20), Catalina Primo (Sub-19 y Sub-20), Jazmín Allende, Magalí Chavero y Paulina Gramaglia (Sub-17). Esta última fue distinguida además en los Premios Estímulo que otorga La Voz del Interior.
Florencia Pianello fue la goleadora del torneo en 2017 y 2018 y la segunda con más goles en 2019. Se consagró así como goleadora histórica del club con 135 anotaciones en esos tres años. Al año siguiente, se marchó a Platense, equipo de la Primera División. Lo mismo hicieron Paulina Gramaglia, Catalina Ongaro, Belén Taborda y Catalina Primo, quienes se sumaron a la UAI Urquiza. Gramaglia luego se convertiría en la primera futbolista del país en ser vendida a un club extranjero.
Durante el 2020 y el 2021, Talleres no disputó competencias de ningún tipo. Primero debido a la pandemia de COVID-19 y luego a causa de a la expulsión arbitraria que sufrió el equipo de las "Matadoras" por parte de la Liga Cordobesa de Fútbol. Varias jugadoras del club, como Milagros Cisneros, Pilar Casas y Mariana Alisio, decidieron sumarse a Belgrano, que ese año se incorporó a la Primera C, mientras que otras cinco jugadoras se veían desafectadas por la decisión de la LCF de imponer un límite de edad de 27 años más dos lesiones. A pesar de todo, ese año Milagros Mina fue convocada a la Selección Argentina Sub-20. Talleres cerró el año con el regreso de la futbolista internacional y goleadora del club Florencia Pianello y un amistoso ante las subcampeonas nacionales UAI Urquiza en el Predio Amadeo Nuccetelli.
Para el año 2022, luego de resolver el conflicto con la LCF, se confirmó la presencia del equipo cordobés en el torneo de Primera C. A esta fecha, el club ya contaba además con una divisional sub-17 y una escuela de fútbol femenino.

### Inicio en el plano nacional

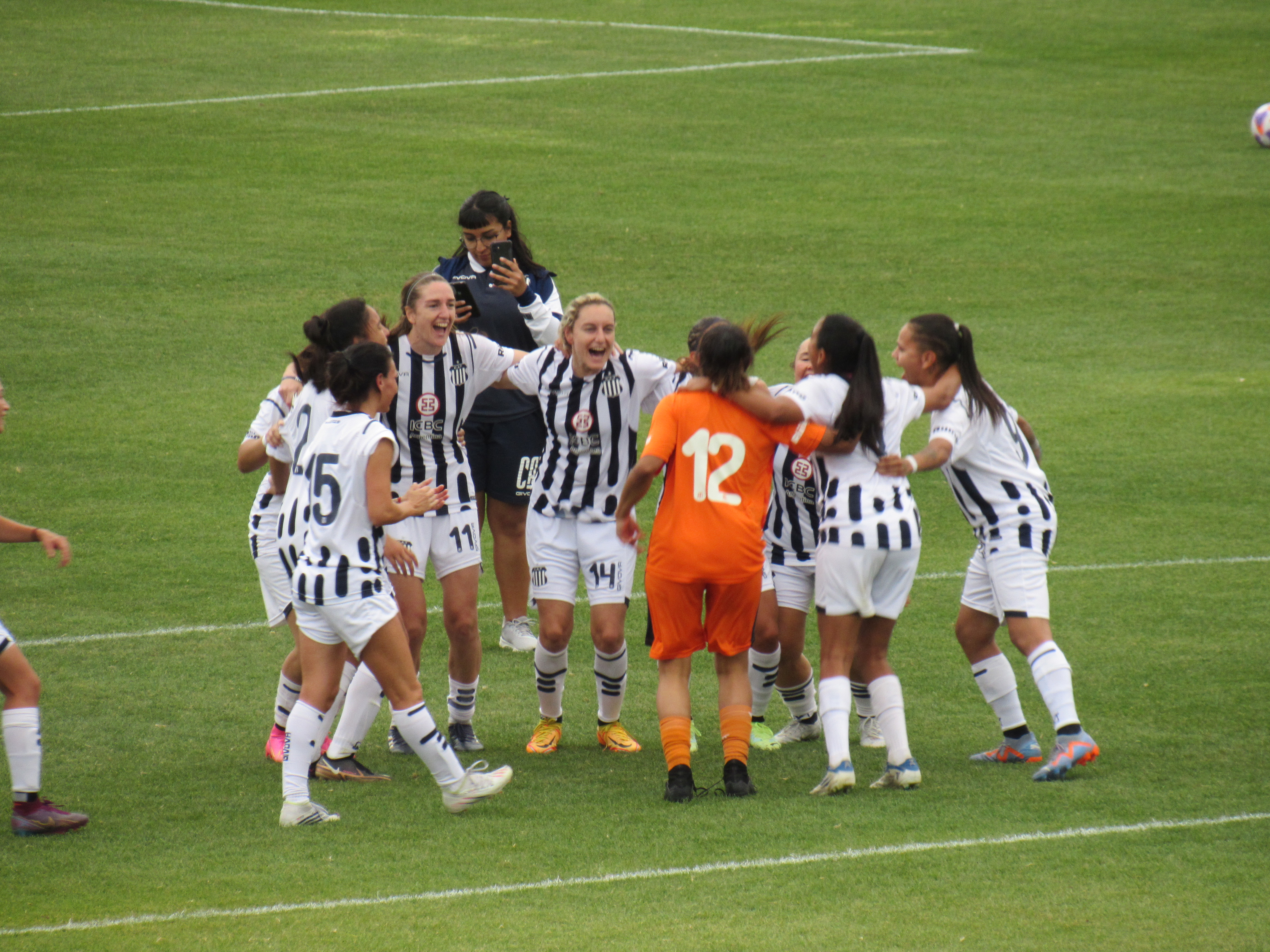
Parte del plantel festejando el paso a la final de la Fase Ascenso en 2023

Talleres tuvo una primera temporada histórica en las categorías de AFA, ya que finalizó primero e invicto en su grupo y luego segundo en la Fase Ascenso. De esta forma, consiguió el subcampeonato de la Primera División C y uno de los dos ascensos a la segunda categoría. La goleadora volvió a ser Pianello, quien convirtió 27 goles en 26 partidos; seguida por Daniela Servetti con 20 y Betina Soriano con 10. La valla se mantuvo invicta en 16 de 31 oportunidades.
En la liga local, disputó la Primera B debido a la sanción de la LCF; finalizó 3°, quedándose fuera del ascenso por tan solo una posición. Sin embargo, el equipo se alzó con la Copa Córdoba de ese año, venciendo a Unión Florida por 1-0, tras dejar en el camino a Belgrano (campeón de Primera A) y Municipalidad (campeón de Primera B). Ascendería al año siguiente, luego de coronarse campeón en la final ante Amsurrbac.
En 2023, Talleres alcanzó la final de la Fase Ascenso en el torneo de Primera B, tras haber quedado solamente por detrás de San Luis FC en esta etapa, pero perdiendo el ascenso a manos de Newell's. Aquí destacaron las actuaciones de Eliana Capdevila, como goleadora de la temporada, Betina Soriano, de importante participación en gran cantidad de partidos, Sofía Oxandabarat, refuerzo internacional y una de las principales anotadoras, y Florencia Pianello, quien se convirtió en la goleadora histórica del club, teniendo en cuenta tanto sus ramas femenina como masculina, durante ese año.
En 2024, Talleres logró un campeonato histórico, tras haber disputado 22 partidos, ganando 21 de ellos, con la impresionante marca de 94 goles a favor y tan solo 1 en contra: fue campeón y ascendió a Primera A. En la final, 10 mil personas asistieron al partido por el campeonato en La Boutique. Eliana Capdevila se consolidó como la goleadora del equipo, con grandes actuaciones de Brisa Jara y Priscila Ellena también. Sofía Oxandabarat fue convocada a la Selección de Uruguay. Las futbolistas formadas en el club Lourdes Hernández (categoría 2007), Damara Schelotto (2008) y Lola Hernández (2010) debutaron durante esta temporada, con buenas actuaciones. Las arqueras Agustina Ruffino, Magalí Chavero y Lucila Rivarola recibieron un solo gol en todo el torneo.
En los torneos de Liga Cordobesa, ese año las Matadoras fueron campeonas anuales, tras ganar la final a la que clasificó por ser campeón del Torneo Clausura. La sub-17 y la sub-12 también obtuvieron el título anual y la sub-15 ganó el Apertura y el Clausura de manera invicta.
Durante estos primeros tres años en competencias nacionales, ocho jugadoras registraron partidos jugados en las tres temporadas: Natalia Grella, con 73 encuentros disputados, es la principal, seguida de Sasha Zapata, Erika Oliva, Milagros Mina, Brisa Jara, Florencia Pianello, Celeste Racca y Priscila Bustos. La máxima goleadora fue Eliana Capdevila, que registró 45 tantos en dos temporadas, seguida de Florencia Pianello, con 37.

### Llegada a Primera División
Los primeros contratos profesionales de Primera División fueron los de las arqueras Agustina Ruffino y Magalí Chavero, las defensoras Celeste Racca, Macarena Latorre, Josselyn Briceño y Elen Leroyer; las volantes Ahelín Piña, Fiama Silva, Martina Terra, Pilar González y Melani Morán; y las delanteras Priscila Ellena, Eliana Capdevila, Brisa Jara, Natalia Mills y Juana Souto.

## Entrenadores
- Christian Di Monte (2012-2013).[53]
- Andrés Navarro (2014).[54]
- Víctor Vílchez (2015).[55]
- Christian Di Monte (2016).[53]
- José María Villarreal (2017).[56]
- Miqueas Russo (2017-2021).[57]
- Esteban Fernández (interino) (2021).[32]
- Marcelo Juárez (interino) (2021).[32]
- Miguel Ludueña (2021).[32]
- Miqueas Russo (2022-2025).[58]
- Carlos Casteglione (2025-presente).[3]

## Datos del club

### Marcas destacadas
- Temporadas en Primera B de AFA: 2 (2023-2024)
  - Mejor puesto en Primera B: 1° en 2024.
  - Peor puesto en Primera B: 3° en 2023.

- Temporadas en Primera C de AFA: 1 (2022)
  - Mejor puesto en Primera C: 2° en 2022.

- Temporadas en Primera A de la Liga Cordobesa de Fútbol: 9 (2012-2019, 2024)
  - Mejor puesto en Primera A: 1° en 2024.
  - Peor puesto en Primera A: 6° en 2017.

- Temporadas en Primera B de la Liga Cordobesa de Fútbol: 2 (2022-2023)
  - Mejor puesto en Primera B: 1° en 2023.
  - Peor puesto en Primera B: 3° en 2022.

- Temporadas en Copa Córdoba: 4 (2019, 2022-2024)
  - Mejor puesto en Copa Córdoba: 1° en 2022.
  - Peor puesto en Copa Córdoba: Semifinales en 2023 y 2024.

- Mayor goleada conseguida en AFA:
  - En Primera A: 5-2 a River Plate en 2025.[59]
  - En Primera B: 13-0 a Deportivo Español en 2024.[60]
  - En Primera C: 8-0 a Nueva Chicago en 2022.[61]

- Mayor goleada conseguida en LCF:
  - En Primera A: 15-0 a Defensores Central Córdoba en 2019.[62][63]
  - En Primera B: 18-0 a América Unida en 2023.[64]
  - En Copa Córdoba: 6-0 a CIBI en 2019.[65]

- Mayor goleada recibida en AFA:
  - En Primera A: 1-5 ante Newell's Old Boys en 2025.[66]
  - En Primera B: 0-3 ante Newell's Old Boys en 2023.[67]
  - En Primera C: 0-1 ante Midland y San Luis en 2022.[68][69]

- Mayor goleada recibida en LCF:
  - En Primera A : 0-12 ante Belgrano en 2012.[8]
  - En Primera B: 1-2 ante Amsurrbac en 2023.[70]
  - En Copa Córdoba: 0-3 ante El Carmen en 2024.[71]

- Máxima goleadora en la historia: Florencia Pianello (172 goles).
- Máxima goleadora en torneos de AFA: Eliana Capdevila (45 goles).
- Futbolista más joven en debutar: Paulina Gramaglia (13 años, meses y días desconocidos).[72]
- Futbolista más joven en debutar en AFA: Lola Hernández (14 años y 5 días).[73]

### Datos destacados
- Es el 1° y único club en lograr el campeonato invicto de Primera B en un torneo largo.
- Es el 1° y único club en alcanzar 21 triunfos consecutivos en torneos de Primera A o Primera B en todo el país.
- Es el 3° club que más espectadores convocó en un partido entre clubes del fútbol argentino.[74]
- Es el 3° club del país con más seguidores en las redes sociales.[75]
- Es el 4° club con la racha más larga de partidos sin derrotas en torneos nacionales oficiales.
- Es uno de los clubes argentinos que más futbolistas formó para la selección nacional en todas sus divisiones.
- Está entre los clubes que lograron las goleadas más abultadas en Primera B y Primera C.
- Es uno de los primeros clubes de Córdoba en disputar torneos nacionales, junto con Bella Vista y Belgrano.
- Es el único club, junto con Boca Juniors en convertirle cinco goles en un partido a River Plate, marca que Talleres consiguió en el encuentro en el que Las Matadoras cortaron el invicto de más de cuatro años de Las Millonarias.[76]

### Participaciones en torneos de LCF

#### Historial
| Liga Cordobesa de Fútbol | Liga Cordobesa de Fútbol | Liga Cordobesa de Fútbol | Liga Cordobesa de Fútbol | Liga Cordobesa de Fútbol | Liga Cordobesa de Fútbol | Liga Cordobesa de Fútbol | Liga Cordobesa de Fútbol | Liga Cordobesa de Fútbol | Liga Cordobesa de Fútbol | Liga Cordobesa de Fútbol |
| Año                      | Categoría                | Competencia              | Posición                 | PJ                       | PG                       | PE                       | PP                       | GF                       | GC                       | DG                       |
| ------------------------ | ------------------------ | ------------------------ | ------------------------ | ------------------------ | ------------------------ | ------------------------ | ------------------------ | ------------------------ | ------------------------ | ------------------------ |
| 2012                     | 1a.                      | Primera A                | Subcampeón               | No hay datos             | No hay datos             | No hay datos             | No hay datos             | No hay datos             | No hay datos             | No hay datos             |
| 2013                     | 1a.                      | No hay datos             | No hay datos             | No hay datos             | No hay datos             | No hay datos             | No hay datos             | No hay datos             | No hay datos             | No hay datos             |
| 2014                     | 1a.                      | Ap. Primera A - Zona Sur | 4.°                      | No hay datos             | No hay datos             | No hay datos             | No hay datos             | No hay datos             | No hay datos             | No hay datos             |
| 2014                     | 1a.                      | Cl. Primera A - Zona Sur | Subcampeón               | No hay datos             | No hay datos             | No hay datos             | No hay datos             | No hay datos             | No hay datos             | No hay datos             |
| 2015                     | 1a.                      | Primera A                | 3.°                      | 22                       | 18                       | 2                        | 2                        | 104                      | 21                       | 83                       |
| 2015                     | 1a.                      | Torneo Liguilla          | Campeón                  | 6                        | 4                        | 2                        | 0                        | 104                      | 21                       | 83                       |
| 2015                     | 1a.                      | Final Anual              | Subcampeón               | 1                        | 0                        | 1                        | 0                        | 0                        | 0                        | 0                        |
| 2016                     | 1a.                      | No hay datos             | No hay datos             | No hay datos             | No hay datos             | No hay datos             | No hay datos             | No hay datos             | No hay datos             | No hay datos             |
| 2017                     | 1a.                      | Primera A                | 6.°                      | No hay datos             | No hay datos             | No hay datos             | No hay datos             | No hay datos             | No hay datos             | No hay datos             |
| 2018                     | 1a.                      | Primera A                | 3.°                      | No hay datos             | No hay datos             | No hay datos             | No hay datos             | No hay datos             | No hay datos             | No hay datos             |
| 2019                     | 1a.                      | Torneo Reclasificatorio  | 1.° en Zona D            | 14                       | 12                       | 2                        | 0                        | 68                       | 1                        | 67                       |
| 2019                     | 1a.                      | Primera A                | Subcampeón               | 15                       | 12                       | 2                        | 1                        | 59                       | 6                        | 53                       |
| 2019                     | 1a.                      | Copa Córdoba             | Subcampeón               | 3                        | 2                        | 1                        | 0                        | 9                        | 1                        | 8                        |
| 2020                     | 1a.                      | Torneo suspendido        | Torneo suspendido        | Torneo suspendido        | Torneo suspendido        | Torneo suspendido        | Torneo suspendido        | Torneo suspendido        | Torneo suspendido        | Torneo suspendido        |
| 2021                     | Expulsado                | Expulsado                | Expulsado                | Expulsado                | Expulsado                | Expulsado                | Expulsado                | Expulsado                | Expulsado                | Expulsado                |
| 2022                     | 2a.                      | Primera B                | 3.°                      | 24                       | 18                       | 4                        | 2                        | 105                      | 5                        | 100                      |
| 2022                     | 2a.                      | Copa Córdoba             | Campeón                  | 3                        | 2                        | 1                        | 0                        | 2                        | 0                        | 2                        |
| 2023                     | 2a.                      | Apertura Primera B       | Subcampeón               | 11                       | 10                       | 0                        | 1                        | 63                       | 3                        | 60                       |
| 2023                     | 2a.                      | Clausura Primera B       | Campeón                  | 11                       | 11                       | 0                        | 0                        | 61                       | 2                        | 59                       |
| 2023                     | 2a.                      | Final Primera B          | Campeón                  | 1                        | 1                        | 0                        | 0                        | 5                        | 0                        | 5                        |
| 2023                     | 2a.                      | Copa Córdoba             | Semifinalista            | 1                        | 0                        | 0                        | 1                        | 0                        | 1                        | -1                       |
| 2024                     | 1a.                      | Apertura Primera A       | Subcampeón               | 14                       | 11                       | 2                        | 1                        | 36                       | 11                       | 25                       |
| 2024                     | 1a.                      | Clausura Primera A       | Campeón                  | 14                       | 11                       | 3                        | 0                        | 44                       | 8                        | 36                       |
| 2024                     | 1a.                      | Final Primera A          | Campeón                  | 1                        | 0                        | 1                        | 0                        | 0                        | 0                        | 0                        |
| 2024                     | 1a.                      | Copa Córdoba             | Semifinalista            | 2                        | 1                        | 0                        | 1                        | 4                        | 3                        | 1                        |

### Participaciones en torneos de AFA

#### Historial
| Asociación del Fútbol Argentino | Asociación del Fútbol Argentino | Asociación del Fútbol Argentino | Asociación del Fútbol Argentino | Asociación del Fútbol Argentino | Asociación del Fútbol Argentino | Asociación del Fútbol Argentino | Asociación del Fútbol Argentino | Asociación del Fútbol Argentino | Asociación del Fútbol Argentino | Asociación del Fútbol Argentino |
| Año                             | Categoría                       | Competencia                     | Posición                        | PJ                              | PG                              | PE                              | PP                              | GF                              | GC                              | DG                              |
| ------------------------------- | ------------------------------- | ------------------------------- | ------------------------------- | ------------------------------- | ------------------------------- | ------------------------------- | ------------------------------- | ------------------------------- | ------------------------------- | ------------------------------- |
| 2022                            | 3a.                             | Primera División C              | Subcampeón                      | 32                              | 25                              | 5                               | 2                               | 94                              | 17                              | 77                              |
| 2023                            | 2a.                             | Primera División B              | 3.°                             | 35                              | 25                              | 4                               | 6                               | 93                              | 32                              | 61                              |
| 2024                            | 2a.                             | Primera División B              | Campeón                         | 22                              | 21                              | 1                               | 0                               | 94                              | 1                               | 93                              |

#### Estadísticas
| Competición | PJ | PG | PE | PP | GF  | GC | DG   | Mejor resultado |
| ----------- | -- | -- | -- | -- | --- | -- | ---- | --------------- |
| Primera A   | 0  | 0  | 0  | 0  | 0   | 0  | 0    | Por disputar    |
| Primera B   | 57 | 46 | 5  | 6  | 187 | 33 | +154 | Campeón         |
| Primera C   | 32 | 25 | 5  | 2  | 94  | 17 | +77  | Subcampeón      |
| Total       | 89 | 71 | 10 | 8  | 281 | 50 | 231  | 1 título        |

## Jugadoras

### Mercado de pases 2025

#### Altas 2025
| Jugador              | Posición      | Procedencia     | Tipo                  |
| Verano               | Verano        | Verano          | Verano                |
| -------------------- | ------------- | --------------- | --------------------- |
| Juana Schipper       | Arquera       | San Jorge       | Pase libre            |
| Josselyn Briceño     | Defensora     | Sporting FC     | Pase libre            |
| Elen Leroyer         | Defensora     | Rosario Central | Pase libre            |
| Pilar González       | Mediocampista | Peñarol         | Pase libre            |
| Melani Morán         | Mediocampista | Boca Juniors    | Pase libre            |
| Martina Terra        | Mediocampista | Nacional        | Pase libre            |
| Natalia Mills        | Delantera     | Alajuelense     | Pase libre            |
| Juana Souto          | Delantera     | Platense        | Pase libre            |
| Invierno             |               |                 |                       |
| Stephanie Melgarejo  | Defensora     | Vélez Sarsfield | Rescisión de contrato |
| Magalí Pereyra       | Defensora     | Belgrano        | Rescisión de contrato |
| Stephanie Tregartten | Defensora     | Real Oviedo     | Rescisión de contrato |
| Catalina Primo       | Delantera     | Real Brasília   | Rescisión de contrato |

#### Bajas 2025
| Jugador          | Posición      | Destino         | Tipo                  |
| Verano           | Verano        | Verano          | Verano                |
| ---------------- | ------------- | --------------- | --------------------- |
| Lucila Rivarola  | Arquera       | San Luis        | Fin de contrato       |
| Tiziana Hartivig | Defensora     | San Luis        | Fin de contrato       |
| Kiara Kauffman   | Defensora     | Vélez Sarsfield | Fin de contrato       |
| Milagros Mina    | Defensora     | Belgrano        | Fin de contrato       |
| Pilar Cepeda     | Mediocampista | Sin equipo      | Fin de contrato       |
| Nara Orquera     | Mediocampista | Belgrano        | Fin de contrato       |
| Sasha Zapata     | Mediocampista | Sarmiento       | Fin de contrato       |
| Apolonia Berti   | Delantera     | Sin equipo      | Fin de contrato       |
| Valentina Fofré  | Delantera     | Sin equipo      | Fin de contrato       |
| Invierno         |               |                 |                       |
| Priscila Bustos  | Defensora     | Melgar          | Préstamo              |
| Macarena Latorre | Defensora     | San Luis        | Rescisión de contrato |
| Natalia Mills    | Delantera     | Sin equipo      | Rescisión de contrato |

### Futbolistas históricas
| - Florencia Zabala (2015) - Tania Coria (2012-2016) - Natasha Mondino (2012-2017) - Clara Tonnisen (2016-2017) - Melisa Vallejo (2012-2018) - Shirley Sosa (2015-2019) - Catalina Ongaro (2016-2019) - Paulina Gramaglia (2015-2020) - Marcela Castaño (2016-2020) - Jazmín Allende (2018-2020) - Juliana Berardo (2019-2020) | - María Luz Cancina (2012-2021) - Carolina López (2016; 2020-2023) - Yamila Cazón (2012-2024) - Florencia Pianello (2016-2020; 2021-2024) - Milagros Mina (2019-2024) - Magalí Chavero (2018-2020; 2024-presente) - Catalina Primo (2018-2020; 2025-presente) - Brisa Jara (2022-presente) - Celeste Racca (2022-presente) - Eliana Capdevila (2023-presente) - Agustina Ruffino (2023-presente) |

### Estadísticas

#### Goleadoras

##### Históricamente
| Pos. | Jugadora           | Temporadas           | Goles |
| ---- | ------------------ | -------------------- | ----- |
| 1.º  | Florencia Pianello | 2016-2019; 2022-2024 | 172   |
| 2.º  | Paulina Gramaglia  | 2016-2019            | 61    |
| 3.º  | Eliana Capdevila   | 2023-presente        | 45    |
| 4.º  | Florencia Zabala   | 2015                 | 38    |
| 5.º  | Marcela Castaño    | 2016-2020            | 30    |
| 6.º  | Juliana Berardo    | 2019                 | 29    |
| 7.º  | Betina Soriano     | 2019; 2022-2023      | 28    |
| 7.º  | Milagros Cisneros  | 2016-2020            | 28    |
| 9.º  | Tania Coria        | 2015-2016            | 25    |
| 10.º | Sofía Oxandabarat  | 2023-2024            | 20    |
| 10.º | Daniela Servetti   | 2022                 | 20    |

##### En AFA
| Pos. | Jugadora           | Temporadas    | Goles |
| ---- | ------------------ | ------------- | ----- |
| 1.º  | Eliana Capdevila   | 2023-presente | 45    |
| 2.º  | Florencia Pianello | 2022-2024     | 37    |
| 3.º  | Betina Soriano     | 2022-2023     | 23    |
| 4.º  | Sofía Oxandabarat  | 2023-2024     | 20    |
| 4.º  | Daniela Servetti   | 2022          | 20    |
| 6.º  | Brisa Jara         | 2022-presente | 18    |
| 7.º  | Valentina Fofré    | 2023-2024     | 16    |
| 8.º  | Natalia Grella     | 2022-presente | 11    |
| 9.º  | Azul Ludueña       | 2023-presente | 10    |
| 9.º  | Celeste Racca      | 2022-presente | 10    |

#### Más presencias

##### En AFA
| Pos. | Jugadora           | Temporadas    | Part. |
| ---- | ------------------ | ------------- | ----- |
| 1.º  | Natalia Grella     | 2022-presente | 73    |
| 2.º  | Sasha Zapata       | 2022-2024     | 68    |
| 2.º  | Erika Oliva        | 2022-presente | 68    |
| 2.º  | Milagros Mina      | 2022-2024     | 68    |
| 5.º  | Brisa Jara         | 2022-presente | 65    |
| 6.º  | Florencia Pianello | 2022-2024     | 63    |
| 7.º  | Carolina López     | 2022-2023     | 58    |
| 8.º  | Betina Soriano     | 2022-2023     | 56    |
| 9.º  | Eliana Capdevila   | 2023-presente | 53    |
| 10.º | Celeste Racca      | 2022-presente | 50    |

## Clásico cordobés
Talleres disputa el clásico de la ciudad de Córdoba con su rival Belgrano. El último encuentro finalizó en un empate por 1-1 por el Campeonato de Primera A 2025.

### Etapa en la LCF (2015-2019)
Durante este tiempo, se enfrentaron 19 veces oficialmente, con 12 victorias para las "Piratas" y 7 empates. El 2015 fue el año con más cruces; el más recordado fue aquel en el que las "Matadoras" vencieron por penales tras empatar 2-2 en una semifinal del torneo Clasificatorio, para luego obtener el torneo de la LCF. El último partido por los puntos fue en la final de la Copa Córdoba 2019, encuentro que finalizó con un empate y posterior victoria del "Celeste" por penales. También se registra un amistoso ese mismo año, en el que Talleres se quedó con el festejo por penales, tras un empate en el tiempo regular.

### Encuentros durante los primeros años en AFA (2022-2024)
En febrero de 2022, Talleres y Belgrano se enfrentaron por primera vez con los dos equipos disputando torneos nacionales. Ese día, tuvo lugar un amistoso en el que el triunfo fue de "las Piratas" por 3-0, en el primer clásico jugado en el Estadio Mario Alberto Kempes. El mismo año, sin embargo, Talleres y Belgrano se volvieron a cruzar en la Copa Córdoba: ese partido, disputado el 22 de octubre de 2022, fue triunfo para las "Matadoras" por 1-0. Los planteles eran juveniles, ya que ambos equipos ya se encontraban jugando los campeonatos de AFA. Al año siguiente, los dos encuentros por partidos de LCF también terminaron en victoria para "Las Matadoras", 2-1 y 3-0.

### Etapa profesional (2025-act.)
En 2025 y tras más de cinco años sin cruzarse de manera oficial, se vieron las caras por primera vez en Primera División. El encuentro fue por la primera fecha del Campeonato de Primera A y terminó en empate 1-1.

## Palmarés
| Títulos nacionales (1) | Títulos nacionales (1) | Títulos nacionales (1) |
| Competición            | Títulos                | Subcampeonatos         |
| ---------------------- | ---------------------- | ---------------------- |
| Primera B (1/0)        | 2024.                  |                        |
| Primera C (0/1)        |                        | 2022.                  |

| Títulos locales (3) | Títulos locales (3) | Títulos locales (3) |
| Competición         | Títulos             | Subcampeonatos      |
| ------------------- | ------------------- | ------------------- |
| Primera A (1/3)     | 2024.               | 2012, 2015 y 2019.  |
| Primera B (1/0)     | 2023.               |                     |
| Copa Córdoba (1/1)  | 2022.               | 2019.               |

| Otros títulos locales (3) | Otros títulos locales (3) | Otros títulos locales (3) |
| Competición               | Títulos                   |                           |
| ------------------------- | ------------------------- | ------------------------- |
| Clausura Primera A (1)    | 2024.                     |                           |
| Clausura Primera B (1)    | 2023.                     |                           |
| Torneo Liguilla (1)       | 2015.                     |                           |